# Notre-Dame de la Merci
Ne doit pas être confondu avec Notre-Dame-de-la-Merci.

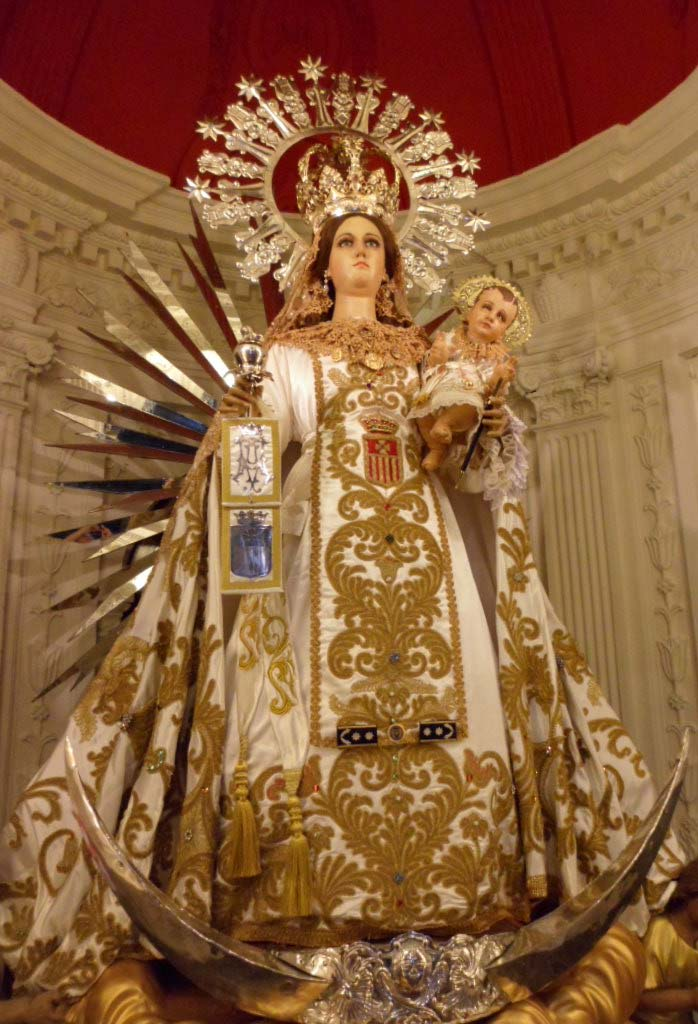
N.-D. de la Miséricorde, patronne de la ville de León au Nicaragua, retable principal du sanctuaire diocésain de N.-D. de la Miséricorde.

Notre-Dame de la Merci (en catalan : Nostra Senyora de la Mercé, en espagnol : Nuestra Señora de la Merced) est un vocable de la Vierge Marie lié à la fondation de l'ordre de Notre-Dame-de-la-Merci en 1218. La fête de Notre-Dame de la Merci est le 24 septembre.

## Histoire
Selon la tradition, à Barcelone, dans la nuit du 1er août 1218, la Vierge accompagnée d’anges et de saints apparaît vêtue de blanc à Pierre Nolasque pour l'exhorter à fonder un ordre religieux dédié au rachat des captifs chrétiens des mains des musulmans. Pierre passe la nuit en prière et rencontre ensuite Raymond de Peñafort, son confesseur puis le roi Jacques Ier d'Aragon qui déclarent tous deux avoir eu la même vision. L'ordre de Notre-Dame-de-la-Merci est fondé en 1218 et les mercédaires vont répandre la dévotion à Notre-Dame de la Merci, en particulier en Espagne et en Amérique latine. Le pape Paul V institue la fête de la Merci qu'il place en août puis, en 1696, le pape Innocent XII étend la fête à toute l’Église et la fixe au 24 septembre.

## Image
Notre-Dame de la Merci est toujours représentée en blanc avec un scapulaire de même couleur et un blason rouge et or surmonté d'un croix blanche au niveau du cœur, tenant dans sa main le scapulaire de Notre-Dame de la Merci, des entraves ou un sceptre ; si elle porte l'Enfant Jésus, il peut lui aussi porter un scapulaire.